# 伊朗體育
體育是伊朗文化的一部分，體育運動和體育鍛煉更加是古代伊朗人民最基本的日常生活活動之一。社會會付予為國爭光的運動員特殊的地位，民眾會為運動員感到自豪，並熱烈地歡迎他們。據當地傳統的祆教認為，禱告時首要敬拜天堂的美好，其次是祈求身體和精神的力量。信徒們都會追求健康強壯的身體。
時至現代，體育在伊朗依然有一定的地位。例如，德黑蘭於1974年成為西亞首個舉辦亞運會的城市，至今仍在舉辦和參與大型國際運動賽事。自由式摔角傳統上被視為伊朗的國技，但如今，足球才是伊朗最受歡迎的運動。由於經濟制裁，2010年伊朗政府的年度體育預算約8,000萬美元，相當於人均只有約1美元。截至2015年，只有20%的伊朗人從事體育鍛煉，較世界平均的60%有很大的差距，有高達30%的伊朗年輕人更加從未參與過任何運動。

## 熱門運動

### 足球
足球是伊朗的一項熱門運動。伊朗曾六次在世界盃外圍賽中出線（1978年、1998年、2006年、2014年、2018年和2022年），三次奪得亞足聯亞洲盃冠軍（1968年、1972年和1976年），和四次亞運會冠軍（1974年、1990年、1998年和2002年）。
隨著伊朗足球超級聯賽的推出，伊朗足球取得了進一步的發展，亦有一些伊朗球員或教練獲歐洲的球會所錄用。

### 舉重
舉重和健美等力量型運動一直受到伊朗人的青睞，隨著世界紀錄保持者超重量級舉重運動員侯赛因·礼萨扎德和悉尼奧運會金牌得主侯賽因·塔瓦科利的成功，這項運動又恢復了相當高的地位。

### 滑雪
伊朗北部多山，適合滑雪和單板滑雪。滑雪運動始於1938年，由兩位德國鐵路工程師引入。如今，伊朗共有13個滑雪勝地，包括托查爾（Tochal）、迪津（Dizin）和舍姆沙克（Shemshak）。從德黑蘭出發，車程一般在1至3小時以內。洛雷斯坦省、馬贊德蘭省和其他省份也擁有潛在的合適地形。托查爾於1976年建成，是世界第五高的滑雪度假村，其最高的第七站海拔超過3730公尺。它距離德黑蘭北部地區15分鐘車程，每年營運七個月。

## 伸延閱讀
- （英文）Gavin, J. R., , AuthorHouse, 2009, ISBN 1449038077

## 外部連結
- Ministry of Sport and Youth Of Iran official website